# Rafael Juárez Castellanos
Rafael Juárez Castellanos (Antigua Guatemala, 1913-Ciudad de Guatemala, 2000) fue un compositor y director de bandas marciales de Guatemala.

## Biografía
Rafael Juárez Castellanos estudió composición con Oscar Castellanos Degert, J. Lafuente y M. Vasconcelos. Desde la temprana edad de 13 años y por mucho tiempo fue integrante de la Banda Marcial como trompetista. Debutó como compositor con el vals de concierto Antigua Guatemala op. 11, el cual fue alabado públicamente por el compositor austriaco Franz Ippisch. Como director de bandas Juárez fue invitado a viajar reiteradamente a California, donde dio a conocer sus obras y estableció un público entusiasta para su música.
Como compositor se integró completamente al ambiente de su tiempo en Guatemala, siendo probablemente el compositor más premiado de la historia del país. Sus marchas militares eran interpretadas tanto en desfile como en concierto; sus obras orquestales interpretadas por la Orquesta Sinfónica Nacional y, en versiones especiales, por la Banda Sinfónica Marcial. Sus marchas fúnebres de inmediato pasaron a formar parte del repertorio de las bandas y se escuchan durante las grandes procesiones de Semana Santa en la Ciudad de Guatemala, la Antigua Guatemala y muchas localidades del interior de la República que las encargaron. Sus himnos fueron premiados y cantados en las instituciones para las cuales los escribió.

## Obras seleccionadas
Marchas
- La Orden del Quetzal
- Alma máter militar
- Unión Centroamericana
- Esplendor Politécnico
- Paladines del espadín
- Gloria al 15 de septiembre
- Viva la Independencia
- Hall Héroe de Chalchuapa
- Jornada de la Libertad

Obras orquestales
- Sinfonía Tikaleña, op. 66
- Popol Vuh, op. 119
- Obertura del recuerdo
- Antigua Guatemala, vals de concierto
- Capricho hispano moro (1953)
- El Día de la Raza (fantasía panorámica)
- Añoranzas, minueto
- Manantial de almas, gavota
- Danza beliceña
- El chapincito, son sinfónico

Marchas fúnebres
- Angustia
- Candelas
- Cristo de Esquipulas
- Cristo del perdón
- Cristo Yacente de La Merced
- En pos del milagro
- Jesús Nazareno de Momostenango
- Los Nazarenos, dedicada al Hermano Pedro de Betancur
- Los Sagrarios
- Luz sobre mi cruz
- Memorias de Cristo
- Mi Calvario
- Nuevo Testamento
- Penitencia
- Por el dolor
- Sed tengo
- Señor sepultado de San Felipe
- Triste Jesús del Pinalito

Himnos
- Al Deporte
- Canto de los Deportistas guatemaltecos
- Himno olímpico centroamericano
- Himno de los Campeonatos Juveniles Centroamericanos de Baloncesto
- Himno del Año Santo
- Himno Triunfal a Simón Bolívar
- Himno de la Escuela Militar de Aviación
- Himno de la Fuerza Aérea Guatemalteca
- Himno de la Fraternidad Militar
- Himno de la Escuela de Músicos Militares
- Himno de la Universidad Rafael Landívar, 1982, con letra de Álvaro Herrera Aceña
- Himno al cartero